# 伊予市立郡中小学校
伊予市立郡中小学校（いよしりつ ぐんちゅうしょうがっこう）は、愛媛県伊予市上吾川にある公立小学校。

## 通学区域
- 上吾川、米湊の一部（1610番地から1620番地を除く区域）、灘町、湊町、下吾川、稲荷の一部（160番地から180番地までの区域）[1]

## 進学先中学校
- 伊予市立港南中学校

## 交通アクセス
- JR四国予讃線 伊予市駅より徒歩11分。
- 伊予鉄道郡中線 郡中港駅より徒歩11分。郡中駅より徒歩11分。